# Taxillus
Ne pas confondre avec Taxilus, un général de Mithridate VI.
Genre
Taxillus est un genre des plantes dicotylédones de la famille des Loranthacées.

## Liste des espèces
Taxillus assamicus, Taxillus baviensis, Taxillus caloreas, Taxillus chinensis, Taxillus courtallensis, Taxillus cuneatus, Taxillus danserianus, Taxillus delavayi, Taxillus erectiflorus, Taxillus heyneanus, Taxillus incanus, Taxillus kaempferi, Taxillus kuijtii, Taxillus levinei, Taxillus limprichtii, Taxillus liquidambaricola, Taxillus nigrans, Taxillus pseudochinensis, Taxillus recurvus, Taxillus reflexilobus, Taxillus robinsonii, Taxillus rugosus, Taxillus sclerophyllus, Taxillus sericus, Taxillus sutchuenensis, Taxillus theifer, Taxillus thelocarpa, Taxillus thibetensis, Taxillus thuducensis, Taxillus tomentosus, Taxillus umbellifer, Taxillus vestitus, Taxillus wiensii, Taxillus yadoriki, Taxillus zenii